# Sint-Jan-in-de-Oliekerk (Vremde)

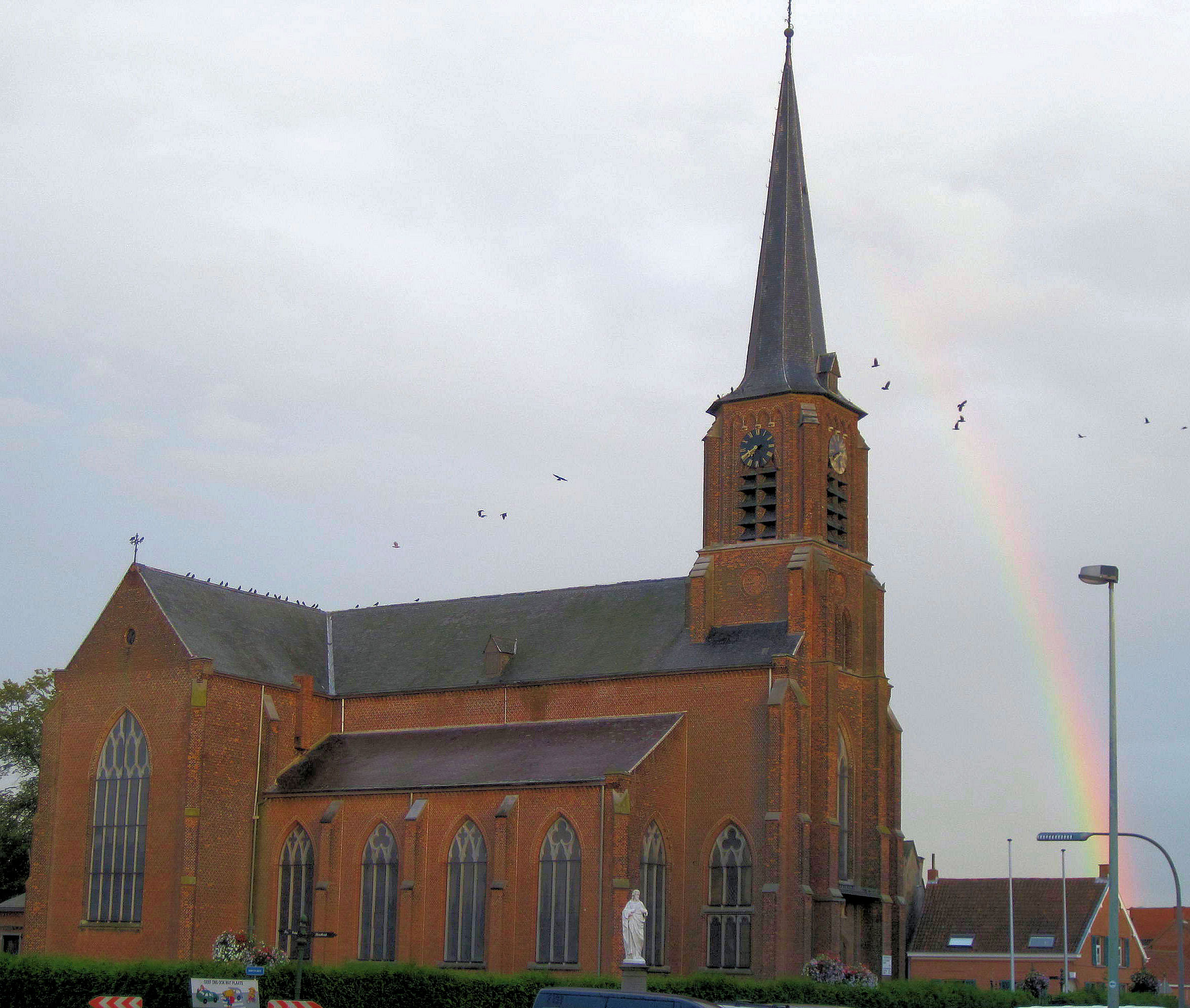
Sint-Jan-in-de-Oliekerk

De Sint-Jan-in-de-Oliekerk is de parochiekerk van de tot de Antwerpse gemeente Boechout behorende plaats Vremde, gelegen aan de Dorpsplaats.

## Geschiedenis
In 1237 werd in Vremde een abdij gesticht, de Sint-Bernardusabdij welke in 1246 naar Hemiksem werd overgebracht. De toenmalige heer van Vremde, Wouter van Berthout, wenste dat er ook in Vremde blijvend missen zouden worden opgedragen, waartoe op de plaats van de voormalige abdij een kapel werd opgericht. Op deze plaats werd in 1914 de Maria Magdalenakapel gebouwd.
Een kerkgebouw kwam later op een andere plaats. Een kerk, vermoedelijk uit de tweede helft van de 17e eeuw, bleek te klein en bouwvallig en werd in 1857-1859 vervangen door een neogotisch gebouw naar ontwerp van Eugeen Gife.

## Gebouw
Het betreft een neogotische bakstenen pseudobasilicale kruiskerk met in het middenschip ingebouwde westtoren en vlak afgesloten koor.

## Interieur
Het kerkmeubilair is neogotisch. Het orgel is van 1885 en werd vervaardigd door de firme Stevens-Vermeersch.